# Al sur de la frontera
Al sur de la frontera (en inglés South of the Border) es un documental producido y dirigido por Oliver Stone. La película se estrenó en el Festival de Cine de Venecia de 2009. Trata sobre la presidencia de algunos líderes nacionalistas latinoamericanos, en particular a los dirigentes de Venezuela, Bolivia, Argentina, Ecuador, Cuba, Paraguay y Brasil. También es relevante en la cinta el tratamiento que estos gobernantes han recibido en los medios de comunicación estadounidenses.

## Contenido
La cinta narra muchos aspectos de la vida del presidente de Venezuela, el socialista Hugo Chávez, e incluye entrevistas a otros varios presidentes de América Latina: Evo Morales de Bolivia, Cristina y Néstor Kirchner de Argentina, Rafael Correa de Ecuador, Raúl Castro de Cuba, Fernando Lugo de Paraguay y Lula da Silva de Brasil.
La cinta examina asimismo las políticas económicas de libre mercado favorecidas por los gobiernos de Estados Unidos y el Fondo Monetario Internacional durante los últimos años, y cómo estas han favorecido las grandes disparidades económicas de los países latinoamericanos. Sugiere asimismo que el colapso del peso argentino en 2001, junto a las sospechas de los planes de erradicación de narcóticos y el descontento por la venta de los recursos naturales a las multinacionales, también han contribuido en la región al ascenso de líderes socialistas y socialdemócratas.

## Recepción
En Venezuela, se reportaron unos 3.865 asistentes en el fin de semana de estreno, ocupando el puesto #12 en la lista de los filmes más vistos esa semana; de acuerdo a la empresa "9 1/2 Communications", distribuidora de la película en este país sudamericano, en las dos semanas siguientes a su estreno se recolectaron 18.601 dólares estadounidenses. En diversos pueblos se reportó la asistencia de unas 1.300 personas, pero estas exhibiciones fueron gratuitas, realizadas en espacios abiertos. El documental tampoco obtuvo buenos resultados de asistencia en otros países latinoamericanos; en Argentina, el documental ocupó el puesto #14 en la taquilla, en su semana de estreno, reportándose la asistencia de 4 862 personas. En Brasil se reportaron ingresos de 21 385 dólares estadounidenses en las dos primeras semanas desde su estreno.